# كريستيان هامبرو
كريستيان هامبرو (بالنرويجية البوكمول: Christian Hambro)‏ هو محامي وشخصية أعمال ومحامي نرويجي، ولد في 18 مايو 1946.